# Jofré II d'Acaia
Jofré II d'Acaia (en francès: Geoffroi de Villehardouin; v.1195-1246) fou el tercer príncep d'Acaia, títol que va heretar del seu pare. Durant el seu govern el principat va viure un bon moment econòmic, cosa que li va permetre defensar les fronteres amb un exèrcit ben equipat i va col·laborar en el rescat de Constantinoble en tres ocasions.

## Llinatge
Jofré portava el mateix nom que el seu pare, el príncep Jofré I d'Acaia, la seva mare era una dama anomenada Elizabet que tradicionalment s'ha identificat amb Elizabet de Chappes, però amb el qual discrepa l'historiador Longnon. Tant el pare com la mare procedien de famílies nobles franques que s'havien establert a Grècia amb motiu de les croades. El pare era oriünd del comtat de Xampanya i havia arribat amb la Quarta Croada. La família de Jofré va situar la seva residència als castells de La Crémonie (en l'actual Esparta) i a Kalamata.

## Príncep d'Acaia
El 1217 es casà amb Agnès, filla de l'emperador Pere II de Courtenay i de Violant de Flandes. A la mort del seu pare, el 1228, quan tenia uns trenta-cinc anys, fou reconegut com a príncep d'Acaia per l'emperador de Constantinoble Pere II de Courtenay, que era el seu sogre.
Anteriorment a la seva arribada al poder, es va veure afectat per la política del seu pare envers l'Església. Segons havia establert Jofré I d'Acaia, era legítim prendre béns de l'Església per construir castells i, mentre es construïa d'aquesta manera el castell de Chlomoutsi, fou excomunicat juntament amb el seu pare. Més endavant el papa va retirar l'excomunió quan el pare va arribar a un acord sobre el tema. Jofré II va aprendre dels errors del pare i no va buscar enfrontaments d'aquest tipus. A més, es guanyà el suport dels capellans ortodoxos als qui exclogué de qualsevol tipus de taxació. El juliol del 1237 va fer lliurament d'un hospital situat a Andravida a l'Orde Teutònic.
Durant el seu govern, el principat va viure un moment de prosperitat econòmica.

## L'Imperi Llatí
Va viure un període crític de l'Imperi Llatí, a causa de la caiguda del Regne de Tessalònica el 1224 sota el domini del Despotat de l'Epir, fet que havia creat una important distància entre la capital de l'imperi i la resta d'estats vassalls. El tsar búlgar Ivan II Assèn va infligir una important derrota a Teodor de l'Epir a Klokotnitza l'abril del 1230 i això va ser una bona notícia per al Principat d'Acaia, que temia una gran concentració de poder en mans de Teodor.
L'emperador de Nicea, Joan III Ducas Vatatzes, que es considerava hereu de l'antic Imperi Romà d'Orient, volia conquerir Constantinoble i fer fora els governants croats. Jofré aconseguí reunir un poderós exèrcit i una potent flota, gràcies a la qual pogué salvar Constantinoble quan Vatatzes inicià el setge de Constantinoble el 1236. Jofré II d'Acaia, amb 100 cavallers, 800 arquers i 6 naus, aconseguí d'aixecar el setge i a més va fer lliurament a l'Imperi Llatí de 22.000 hyperpyrons. En reconeixement pels seus serveis, fou recompensat per l'emperador amb el domini de la mar Egea, Evoia i alguns feus a Sterea Hellas.
El 1239 Jofré desitjava prendre part en la croada que el comte Teobald I de Navarra estava preparant per fer fora els musulmans de Terra Santa, però el papa Gregori IX li va manar que concentrés les seves forces contra Vatatzes i els altres que volien enderrocar l'Imperi Llatí. El 9 de febrer del 1240 el papa li va enviar una indulgència que l'exculpava del jurament que havia fet com a croat, de salvar Terra Santa.
El 1243, davant el fals rumor de la mort del seu cunyat, l'emperador Balduí II de Courtenay, Jofré II es va presentar a Constantinoble per assegurar la regència del seu nebot Felip.[5]

## Títol i successió
Jofré II d'Acaia morí el 1246 i fou enterrat a la seva ciutat capital, Andravida, a l'església del monestir de Sant Jaume. El va succeir el seu germà Guillem.
| Jofré II d'Acaia Naixement: 1195 Mort: 1246 |                                                          |                                         |
| Títols                                      |                                                          |                                         |
| Precedit per: Jofré I d'Acaia (pare)        | Príncep d'Acaia (Llista de prínceps d'Acaia) (1228-1246) | Succeït per: Guillem II d'Acaia (germà) |